# Гран-при Одессы
Гран-при Одессы — шоссейная однодневная велогонка, проводящаяся с 1995 года в Одесской области (Украина).

## История
На протяжении своей истории гонка неоднократно меняла свой формат. В первые годы она состояла из нескольких независимых гонок, а победитель определялся по сумме очков. С 2001 года гонка становится многодневной, но победитель по-прежнему определялся по очкам. Со следующего года победитель начинает определяться по времени. В 2004 году меняет свой формат на однодневный.
В 2015 году входит в Европейского тура UCI, получив категорию 2.1, и состояла из двух независимых гонок. В последующие годы проводилась только одна гонка.

## Призёры

### Гран-при Одессы
| Год  | Победитель           | Второй              | Третий               |
| ---- | -------------------- | ------------------- | -------------------- |
| 1995 | Олег Березовский     | Игорь Шафигулин     | Виктор Цыкало        |
| 1996 | Сергей Багмат        | Березовский Олег    | Валерий Панкратов    |
| 1997 | Сергей Багмат        | Олег Березовский    | Николай Каминский    |
| 1998 | Олег Березовский     | Игорь Гарикин       | Сергей Багмат        |
| 1999 | Олег Березовский     | Игорь Гарикин       | Геннадий Стратон     |
| 2001 | Григорий Ищенко      | Александр Барзик    | Геннадий Стратон     |
| 2002 | Александр Суроткович | Евгений Воробьев    | Максим Микейчук      |
| 2003 | Александр Суроткович | Андрей Гладкий      | Евгений Бричак       |
| 2004 | Александр Суроткович | Виталий Буц         | Александр Оношко     |
| 2005 | Александр Суроткович | Роман Вишневский    | Александр Оношко     |
| 2006 | Александр Суроткович | Андрей Гладкий      | Роман Вишневский     |
| 2007 | Виталий Кондрут      | Руслан Подгорный    | Алексей Шепилов      |
| 2008 | Александр Суруткович | Алексей Шепилов     | Владимир Гоменюк     |
| 2009 | Андрей Василюк       | Александр Шейдык    | Сергей Умнов         |
| 2010 | Андрей Горкуша       | Валерий Кобзаренко  | Анатолий Сосницкий   |
| 2011 | Дмитрий Попов        | Василий Малиновский | Егор Дементьев       |
| 2012 | Сергей Гречин        | Антон Канюк         | Святослав Лупицкий   |
| 2014 | Елчин Асадов         | Сергей Гречин       | Александр Суруткович |

### Гран-при Одессы 1
| Год  | Победитель         | Второй        | Третий             |
| ---- | ------------------ | ------------- | ------------------ |
| 2015 | Александр Поливода | Матей Мугерли | Артём Топчанюк     |
| 2016 | Александр Превар   | Виталий Буц   | Александр Головаш  |
| 2017 | Михаил Кононенко   | Виталий Буц   | Александр Поливода |

### Гран-при Одессы 2
| Год  | Победитель  | Второй        | Третий            |
| ---- | ----------- | ------------- | ----------------- |
| 2015 | Виталий Буц | Матей Мугерли | Виестурс Луксевич |